# توفيق طيارة
توفيق طيارة لاعب كرة قدم سوري من مواليد حمص، يلعب مع الكرامة الحمصي.